# Semerdjievo, Ruse
Semerdjievo (în bulgară Семерджиево) este un sat în comuna Ruse, regiunea Ruse,  Bulgaria. 

## Demografie
Componența etnică a satului Semerdjievo
     Turci (63,34%)
     Nicio identificare (5,07%)
     Bulgari (27,27%)
     Romi (2,48%)
     Altele (1,81%)
La recensământul din 2011, populația satului Semerdjievo era de 1.045 locuitori. Din punct de vedere etnic, majoritatea locuitorilor (63,34%) erau turci, existând și minorități de bulgari (27,27%) și romi (2,48%). Pentru 5,07% din locuitori nu este cunoscută apartenența etnică.